# Blondelle (bier)
Blondelle is een Belgisch bier van hoge gisting.
Het bier wordt gebrouwen in ‘t Hofbrouwerijke te Beerzel. Het is een blond bier met een alcoholpercentage van 7%.